# Університетський проспект (Петергоф)
Університетський проспект — проспект у місті Петергофі Петродворцового району Санкт-Петербурга. Проходить від вулиці Шахматова до Ульянівської вулиці.

## Забудова
- будинок 2/18 — житловий будинок (1999[1])
- будинок 8 — житловий будинок (2007[1])
- будинок 26 — хімічний факультет СПбГУ (1981[2])
- будинок 28 — навчальний комплекс СПбГУ (1978[2])
- будинок 35 — факультет прикладної математики — процесів управління СПбГУ (2001[2]). Комплекс будівель почали зводити наприкінці 1980-х років, потім покинули. Крило з північно-східного боку так і не збудували[3].